# Clemens Hummel

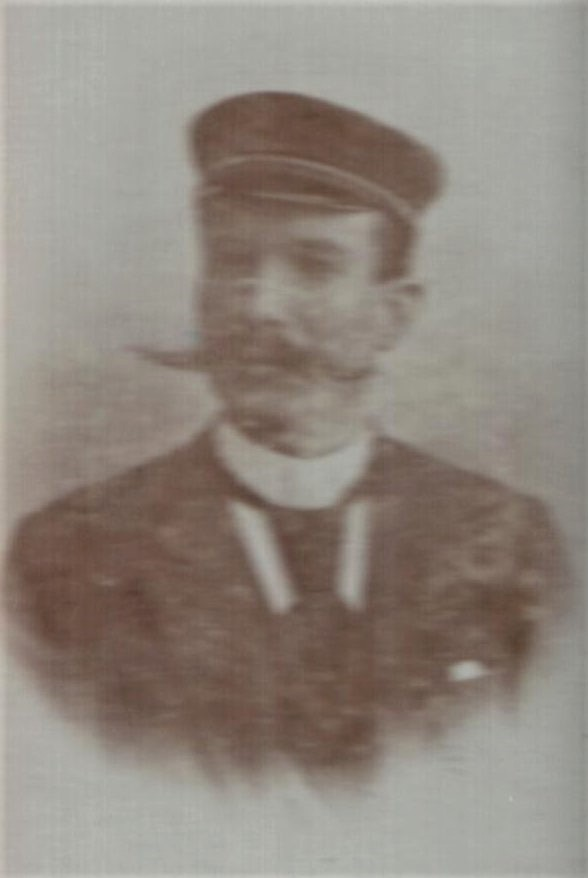
Clemens Hummel als Mitglied der Burschenschaft Alemannia Stuttgart

Clemens Hummel (* 12. Oktober 1869 in Donzdorf; † 23. Januar 1938 in Stuttgart) war ein deutscher Architekt und Fachschullehrer.

## Leben
Clemens Hummel wurde 1869 als Sohn des Privatiers Johannes Hummel in Donzdorf geboren. Er besuchte das humanistische Gymnasium in Ehingen und begann ein Studium der Architektur an der Technischen Hochschule Stuttgart. Hier trat er 1892 der Burschenschaft Alemannia Stuttgart bei.
Nach dem Studium arbeitete er zunächst drei Jahre lang als Angestellter im Büro des renommierten Stuttgarter Architekten Skjøld Neckelmann, bevor er sich selbstständig machte. Bald begann er, außerdem als Hilfslehrer an der Baugewerkschule Stuttgart zu unterrichten. Er war dort 30 Jahre lang tätig und wurde zum Professor ernannt. Zu seinen Schülern gehörte u. a. der Architekt Karl Beer.

## Militär
Ab Oktober 1895 leistete er als Einjährig-Freiwilliger den Militärdienst beim 1. Ober-Elsässischen Feldartillerie-Regiment Nr. 15 ab.
Am 22. August 1914 wurde er infolge der Mobilmachung zur 2. Ersatzabteilung des Landwehr-Feldartillerie-Regiments Nr. 29 einberufen. Im Oktober wurde er zum Leutnant der Landwehr befördert und leitete in der Folge einen Flag-Zug, mit dem er unter anderem bei Kämpfen um Reims und Verdun teilnahm. Zuerst der 1. Armee zugeteilt, wurde seine Einheit später zur 5. Armee zugeteilt.
Am 15. Dezember 1916 erhielt er das Eiserne Kreuz II. Klasse, am 20. Februar wurde ihm das Ritterkreuz II. Klasse des Friedrichs-Ordens verliehen.
Im August 1918 wurde er zur Wiederaufnahme seiner Tätigkeit an der Baugewerkschule aus dem Militärdienst entlassen.

## Bauten
(u. a. nach der Liste der Kulturdenkmale der Stadt Stuttgart)

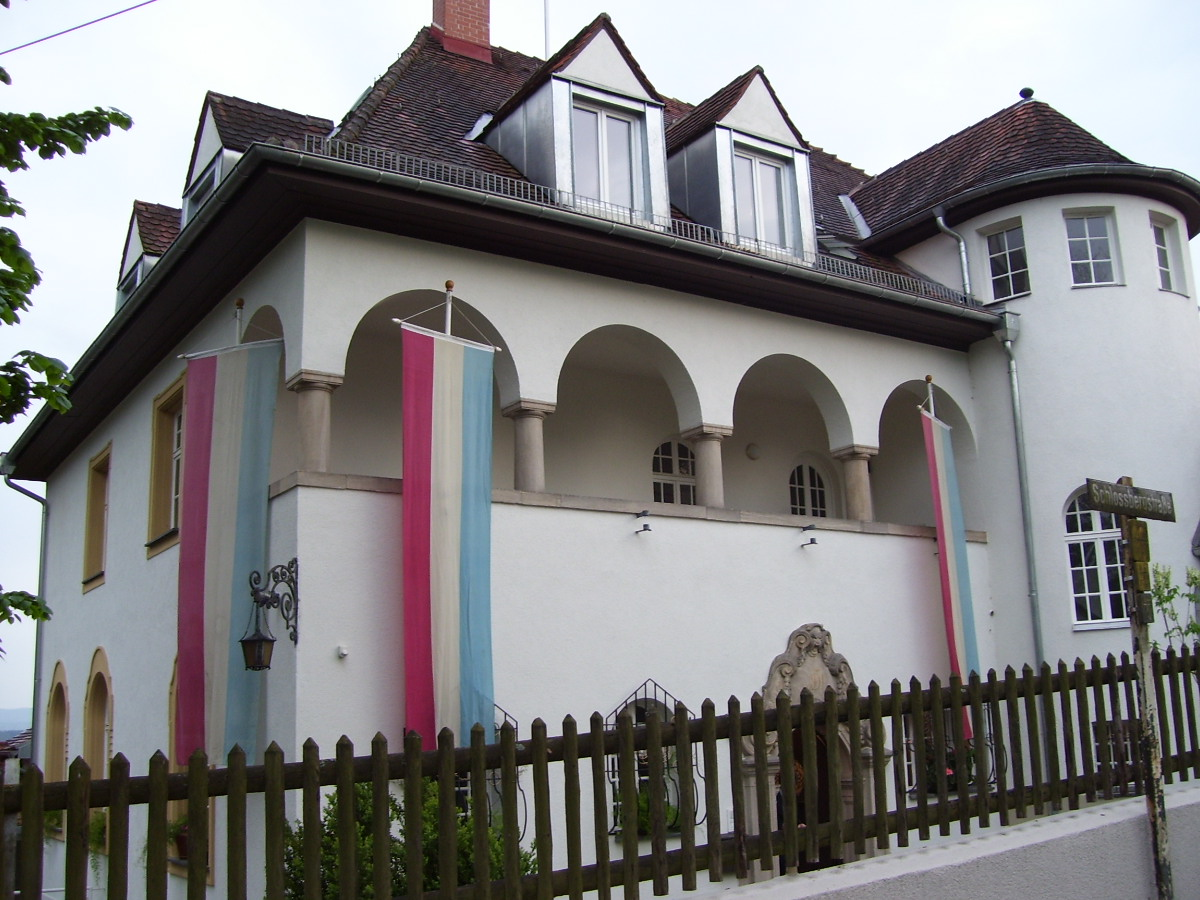
Haus der Tübinger Burschenschaft Derendingia
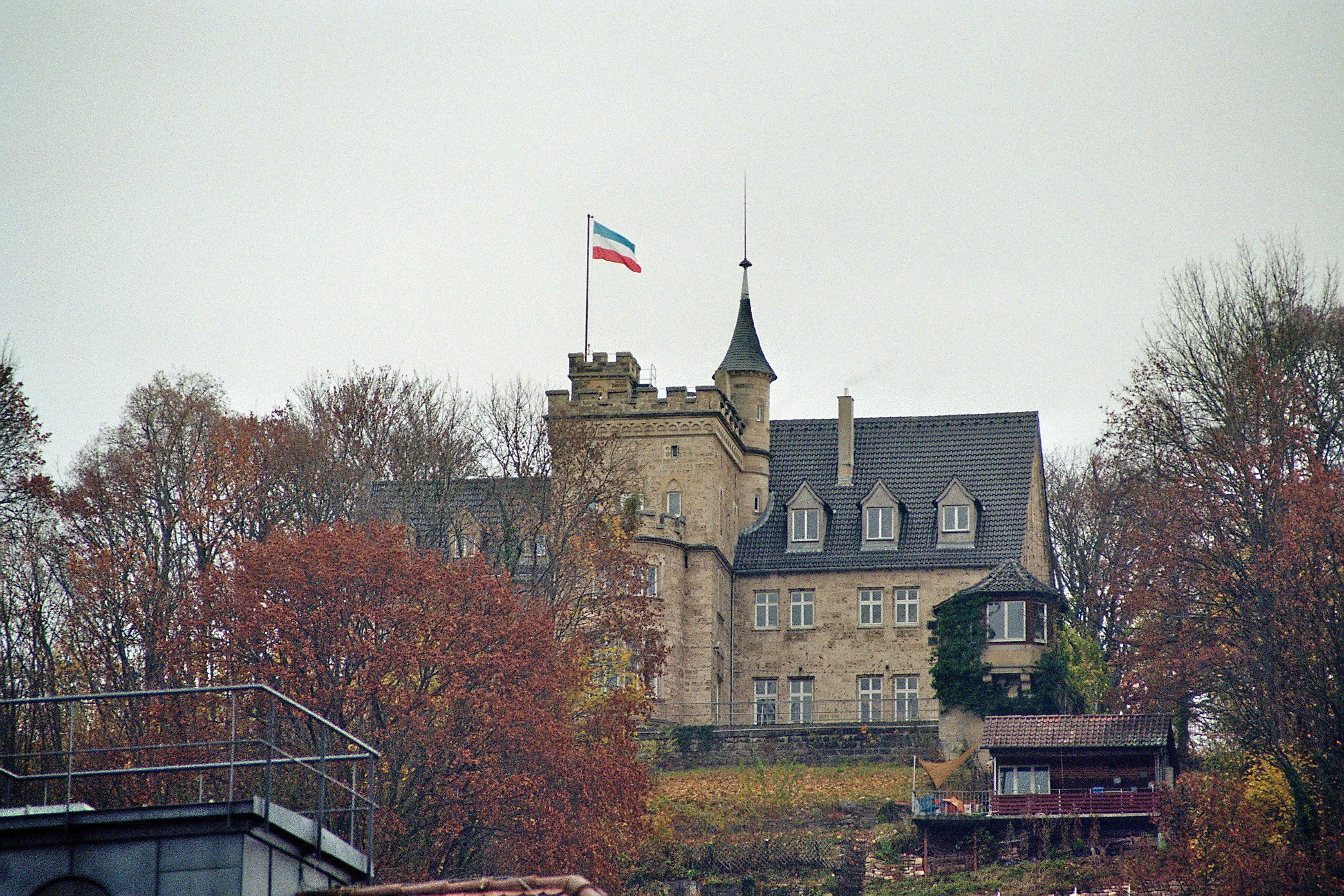
Erweiterung des Hauses des Corps Rhenania Tübingen
Haußmannstraße 22 in Stuttgart
Heusteigstraße 66/Immendorfer Straße 6 in Stuttgart
Herdweg 69 in Stuttgart
Fideliskirche in Stuttgart
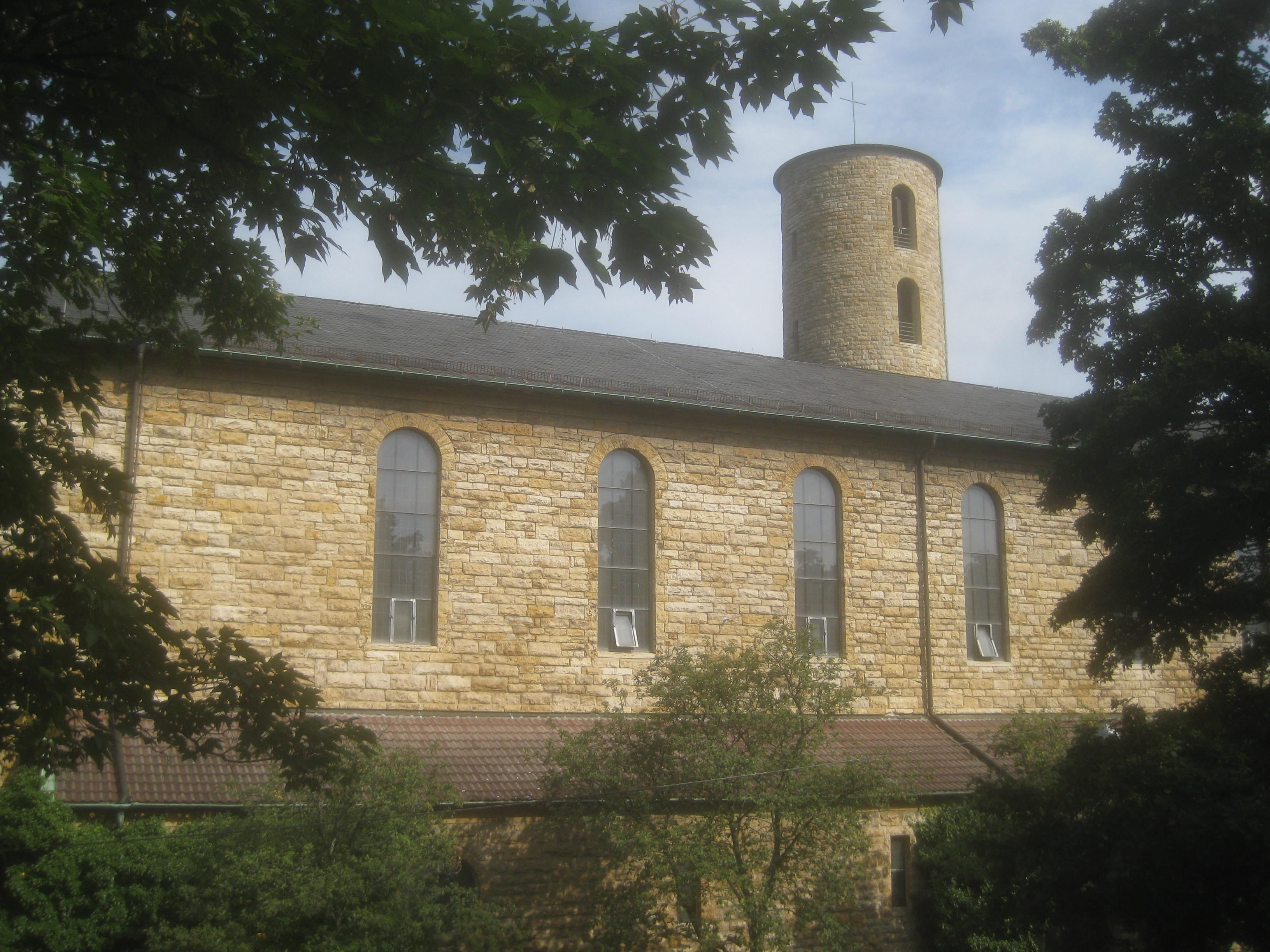
Herz-Jesu-Kirche in Stuttgart
Erstes Haus der Burschenschaft Alemannia Stuttgart, mit Ernst Förster
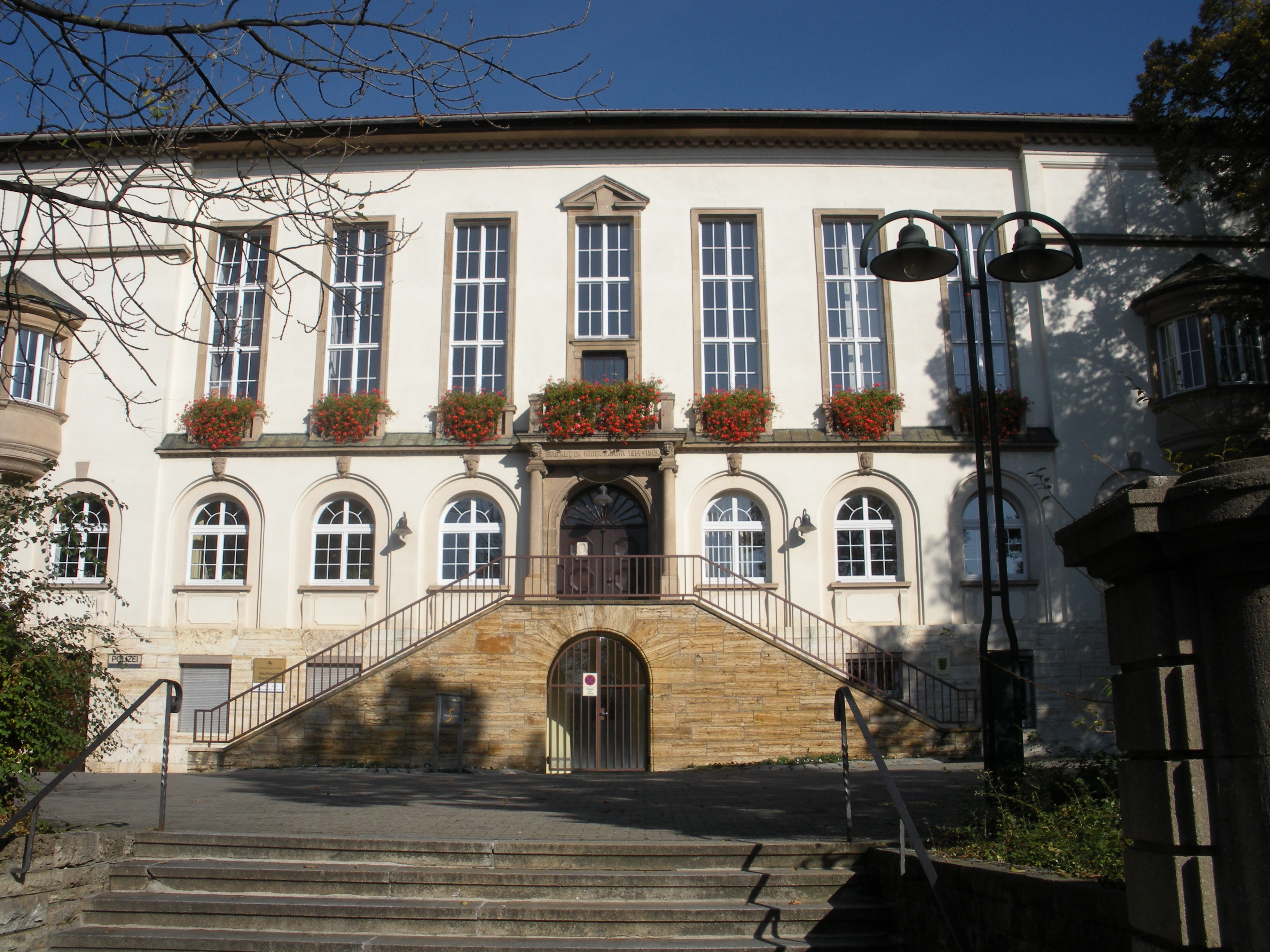
Bezirksrathaus Obertürkheim